# Олменета
Олменѐта (на италиански: Olmeneta, на местен диалект: Urmenèeda, Урменееда) е село и община в Северна Италия, провинция Кремона, регион Ломбардия. Разположено е на 55 m надморска височина. Населението на общината е 947 души (към 2017 г.).